# Bert Peeters
Albert Frans (Bert) Peeters (Manchester, 25 augustus 1915 - Zoersel, 30 juli 2011) was een Belgisch (later uitgetreden) priester en proost van de jeugdbeweging Chiro.

## Biografie
Peeters werd geboren in Engeland nadat zijn ouders in 1914 waren gevlucht voor het oorlogsgeweld. In november 1919 keerde het gezin terug naar België. Tussen 1923 en 1932 liep Peeters school in het Sint-Jan Berchmanscollege te Antwerpen. Tussen 1932 en 1935 studeerde hij Germaanse filologie en wijsbegeerte aan de Katholieke Universiteit Leuven.
In 1939 werd hij tot priester gewijd in het aartsbisdom Mechelen en in 1942 aangesteld als waarnemend landsbondsproost van de "Chirojeugd, Verbond der Vlaamse patronaten". Vanaf 1945 was deze aanstelling definitief en in 1948 uitgebreid naar voltijds. In de beweging nam hij verschillende functies en vertegenwoordigende functies op in nationale en internationale initiatieven en vergaderingen zoals in Fimcap, waar hij ook medeoprichter van was.
In 1969 trad hij uit, stopte als proost van de Chiro en huwde in 1970 met Magda Van de Peer (1936-2013). Mede hierdoor werd hij actief in pressiegroepen van dissidente priesters zoals de International Federation of Married Catholic Priests (opgeheven in 2008) en richtte hij de North Atlantic Federation of a Renewed Catholic Priesthood op.
Eerst was hij actief in de katholieke ontwikkelingsorganisatie Broederlijk Delen. Vanaf 1972 werkte hij bij het Nationaal Centrum voor Ontwikkelingssamenwerking (NCOS) en werd er verantwoordelijk voor de 11.11.11-actie. Hij werd er achtereenvolgens adjunct-secretaris en eerste secretaris-generaal uiteindelijk tot 1980. Hij zette zich ook in als hoofdredacteur van het Tijdschrift voor Ontwikkelingssamenwerking (dat later Noord-Zuidcahiers werd) tussen 1980 en 1991, en vertegenwoordigde de Belgische niet-gouvernementele organisaties in de VN-conferenties en de Europese Gemeenschap.
Peeters is tevens mede-auteur van het boek Van hulp tot internationale samenwerking : het Nationaal Centrum voor Ontwikkelingssamenwerking van 1966 tot 1990 uitgegeven door het NCOS in 1990.